# Serge Sur
 (octobre 2014).
Si vous disposez d'ouvrages ou d'articles de référence ou si vous connaissez des sites web de qualité traitant du thème abordé ici, merci de compléter l'article en donnant les références utiles à sa vérifiabilité et en les liant à la section « Notes et références ».
Serge Sur, né le 20 juin 1944 à La Meauffe, est un universitaire français. Il est élu membre titulaire de l'Académie des sciences morales et politiques en décembre 2021, succédant ainsi à l'avocat Jacques Boré.
Il est docteur en droit de l'université de Caen (1970) et agrégé de droit public (1976).

## Biographie
Serge Sur est né le 20 juin 1944 à La Meauffe (Manche). Après des études à la Faculté de droit de l’université de Caen, dont il est docteur en 1970, il est chargé de cours à la Faculté de droit d'Alger (1970-1972) puis de Caen (1972-1974). Maître de conférences de droit public dans la même université (1974-1977), il est agrégé de droit public (concours de 1976) et professeur à l'université de Rennes (1977-1981). Professeur à l'université Paris X-Nanterre (1981-1986), il est ensuite directeur adjoint de l'Institut des Nations unies pour la recherche sur le désarmement (UNIDIR), à Genève (1986-1996). Professeur à l'université Panthéon-Assas depuis 1989, il est émérite après septembre 2012.
Il a également été maître de conférences à l'Institut d'études politiques de Paris (1977-1986) et a enseigné à l'École nationale d'administration (1984-1988). Il a été professeur invité à l'université de Genève et au Boston College Law School (1984). Il a enseigné à l'Institut des hautes études internationales à Genève (1987-1994), et en mission en Algérie, au Bénin, en Mauritanie, en République Centrafricaine et au Vietnam. À l'Académie de droit international de La Haye, il a été successivement directeur d'études (section francophone, 1984) ; chargé d'un cours spécial (1998) ; directeur (francophone) du Centre de recherche (2006) ; enfin chargé du cours général de droit international public (2012).
Fondateur et codirecteur du CEDIN à l'université Paris X - Nanterre (1981-1986), fondateur en 2000 du master Relations internationales de l'université Panthéon-Assas, il a créé et dirigé le Centre Thucydide - Analyse et recherche en relations internationales (1999). Dans ce cadre, il a contribué à la création de l'Annuaire français de relations internationales dont il est le directeur (depuis 2000). Il a également contribué à la création de la revue bimestrielle Questions internationales (2003) de La Documentation française, et en est le rédacteur en chef.
Membre du Comité de rédaction de l'Annuaire français de droit international (AFDI) depuis 2000, membre du Conseil de la Société française pour le droit international (SFDI, 1994-2000, puis 2008-2014), membre fondateur du Conseil éditorial des Précis Domat (depuis 2003), membre de la Commission nationale pour l'élimination des mines antipersonnel (CNEMA, 2002-2008), il est aussi consultant auprès du ministère des Affaires étrangères, Direction des affaires juridiques et Centre d'analyse et de prévision stratégique (CAPS).
Aux Nations unies, il est membre du groupe d'experts auprès du Secrétaire général de l'ONU pour l’élaboration de procédures d’enquêtes relatives à l’emploi allégué d’armes chimiques ou biologiques (1983-1984). Dans le cadre de la direction scientifique de l’UNIDIR (1986-1996), il organise de nombreuses conférences internationales d’experts en matière de désarmement et de maîtrise des armements et responsabilité des rapports de recherche. Il est aussi juge ad hoc à la Cour internationale de justice de La Haye (CIJ) dans l'Affaire relative à des questions concernant l’obligation de poursuivre ou d’extrader (Belgique c. Sénégal), 2009-2012.
Serge Sur est connu en particulier pour avoir proposé la définition suivante de la puissance : « Capacité de faire, de faire faire, d'empêcher de faire, de refuser de faire. »,.

## Publications

### Ouvrages

#### Droit international et relations internationales
- L’interprétation en droit international public, LGDJ, 1974 (épuisé).
- Droit international public (en collaboration avec H. Thierry, J. Combacau, Ch. Vallée), Précis Domat, Montchrestien, 1975, 5e édition.
- La coutume internationale, LITEC, 1990.
- Droit international public (en collaboration avec Jean Combacau), Précis Domat, Montchrestien, 1993 ; ouvrage couronné par l’Académie des sciences morales et politiques (Prix Limantour, 1995) ; 13e éd. 2019.
- Relations internationales, Précis Domat, Montchrestien, 1995 ; 7e édition 2021 – Traduction en polonais : Stosunki Miedzynarodowe, Dialog, Varsovie, 2012.
- Vérification en matière de désarmement, Recueil des Cours de l’Académie de Droit international de La Haye, (RCADI) 1998, tome 273, p. 13-102.
- Le Conseil de sécurité dans l’après 11 septembre, Global Understanding Series, LGDJ, 2005.
- Terrorisme et droit international, Rapport du Centre de recherche de l’Académie de Droit international de La Haye, 2007.
- Un monde en miettes – Les relations internationales à l’aube du XXIe siècle, Documentation française, 2010.
- International Law, Power, Security and Justice, Hart Publishing, French Studies in International Law, 2010.
- Plaisirs du cinéma – Le monde et ses miroirs, France Empire Monde, 2010, préface de Jean Tulard.
- Les dynamiques du droit international, Pedone, 2012.
- Les aventures de la mondialisation - Un monde en miettes (2), Documentation française, 2014.
- La créativité du droit international, Cours général de droit international public de l’Académie de droit international de La Haye, RCADI, t. 363, 2014.

#### Droit constitutionnel et sciences politiques
- La vie politique en France sous la Ve République, Précis Domat, Montchrestien, 1977, 2e éd. 1982.
- Le système politique de la Ve République, Paris, PUF, coll. « Que sais-je ? » no 1928, 4e éd., 1991.
- Élections abracadabrantesques, Dalloz, 2002.
- 2017, En battant la campagne, Dalloz, 2017.
- Les aventures constitutionnelles de la France, Sorbonne Université Presses, coll. « Essais », 2020.

#### Direction d’ouvrages collectifs
- La France aux Nations unies, Cahiers du CEDIN, no 2, LGDJ, 1985.
- Le droit international des armes nucléaires : évolutions récentes, journée d’étude de la SFDI, Pedone, 1998.
- L'évolution du droit international : mélanges offerts à Hubert Thierry (avec Emmanuel Decaux), Pedone, 1998.
- L'OSCE trente ans après l’Acte final d'Helsinki : sécurité coopérative et dimension humaine (avec Emmanuel Decaux), Pedone, 2008.
- Droit international et relations internationales : divergences et convergences, Journée d'étude de la SFDI, Pedone, 2010.
- Regards sur Carl Schmitt, CNRS – Biblis, 2014.